# 金沢市立押野小学校
金沢市立押野小学校（かなざわしりつ おしのしょうがっこう、英語: Kanazawa Municipal Oshino Elementary School）は、石川県金沢市八日市1丁目にある公立小学校。

## 概要
- 1873年（明治6年）、八日市新保小学校創立に始まる金沢市内（旧押野村）でも歴史のある小学校。
- 児童数急増に伴い、1979年に金沢市立三和（）小学校を分離したが、その後もさらに児童数増が続いたため、1983年に金沢市立西南部小学校を分離した。
- 大部分の児童は金沢市立西南部中学校へ進学している。

## 所在地
〒921-8046 石川県金沢市八日市1丁目176番地

## 沿革
《主要な出典：》
- 1873年（明治06年）3月 - 押野村八日市新保の本福寺に八日市新保小学校創立[6]。
- 1874年（明治07年）5月 - 押野に押野小学校創立[7]。
- 1880年（明治13年）3月 - 御経塚に御経塚小学校創立。
- 1883年（明治16年）3月1日 - 八日市新保小学校、押野小学校など4校合併し八日市小学校となる。
- 1904年（明治37年）5月1日 - 高等小学校併設。
- 1909年（明治42年）4月 - 御経塚、八日市両小学校が合併し、八日市に押野小学校（2代）となる[8]。押野尋常高等小学校と改称。
- 1911年（明治44年）9月1日 - 校舎を村内八日市に新築落成し開校式挙行[9]。現在地に移転。
- 1941年（昭和16年）4月1日 - 国民学校令施行に伴い、押野国民学校と改称。
- 1947年（昭和22年）4月1日 - 学制改革により、押野村立押野小学校と改称。同日、押野村立押野中学校併設。
- 1956年（昭和31年）1月1日 - 押野村の金沢市編入に伴い、金沢市立押野小学校と改称。同日、併設の押野中学校も金沢市立押野中学校と改称。
- 1957年（昭和32年）5月23日 - 校舎新築落成。
- 1961年（昭和36年）1月20日 - 給食室新築落成。
- 1965年（昭和40年）
  - 3月31日 - 併設の金沢市立押野中学校が廃校。
  - 4 月1日 - 金沢市立西南部中学校押野分場併設。
- 1966年（昭和41年）
  - 3月31日 - 併設の金沢市立西南部中学校押野分場が廃校。
  - 10月13日 - 緑地帯完成。
- 1968年（昭和43年）7月19日 - プール完成。
- 1970年（昭和45年）1月28日 - 校歌制定。
- 1972年（昭和47年）11月2日 - 創立100周年記念式典挙行。
- 1973年（昭和48年）6月 - 鉄筋4階建校舎1期増築工事完成。
- 1974年（昭和49年）6月 - 第2運動場埋め立て造成。
- 1975年（昭和50年）
  - 3月31日 - 第2期校舎増築完成。
  - 6月3日 - 第3期校舎増築完成。
- 1976年（昭和51年）6月30日 - 第4期校舎増築完成。
- 1977年（昭和52年）6月30日 - 第5期校舎増築完成。
- 1978年（昭和53年）3月20日 - 新校舎および体育館の落成式を挙行[10]。
- 1979年（昭和54年）4月1日 - 金沢市立三和小学校新設に伴い、校区の一部を分離。
- 1983年（昭和58年）4月1日 - 金沢市立西南部小学校新設に伴い、校区の一部を分離。
- 1984年（昭和59年）9月1日 - 木造校舎の取り壊し、運動場の拡張。
- 1986年（昭和61年）3月31日 - ブロック校舎の取り壊し。
- 1987年（昭和62年）3月31日 - 正門新設、裏門改修、運動場整備。
- 1989年（平成元年）8月31日 - プール側校舎外壁モルタル塗り替え、1階体育館床塗り替え。
- 1991年（平成03年）
  - 1月 - 運動場側校舎改装、体育館屋根改修。
  - 3月 - 「どろんこ広場」造成。
  - 7月 - プール改装。
- 1992年（平成04年）
  - 3月 - 運動場改修、プレールーム（生活科室）設置。
  - 7月 - 築山改修、創立120周年記念航空写真下敷き配布。
- 1994年（平成06年）3月 - 忠魂碑を前庭に移転、公民館同居。
- 1996年（平成08年）11月 - 大規模改修1期工事（耐震壁）完了。第2理科室、お話ランド（第2図書室）新設。
- 1997年（平成09年）8月 - 大規模改修2期工事（耐震壁）完了。コンピュータ・ルーム新設。
- 2002年（平成14年）11月18日 - 創立130周年記念式典開催。体育館舞台緞帳が寄贈される。
- 2005年（平成17年）8月 - 体育館屋根及び外壁全面改修。
- 2022年（令和04年）11月11日 - 創立150周年記念式典を挙行[11]。

## 学校周辺
- 金沢市立八日市保育園
- 押野公民館
- IRいしかわ鉄道IRいしかわ鉄道線（旧JR西日本北陸本線） - ただし、駅は付近には無い。

## アクセス
- 北陸鉄道バス45系統・八日市線で、「八日市住宅」バス停より、
  - 金沢駅行のりばから、徒歩約330m・約5分。
  - 野々市駅行のりばから、徒歩約345m・約6分。
- JR西日本北陸新幹線・IRいしかわ鉄道金沢駅から、先述の路線バスで、「八日市住宅」バス停まで30分、下車後徒歩。
- IRいしかわ鉄道野々市駅から、
  - 先述の路線バスで、「八日市住宅」バス停まで3分、下車後徒歩。
  - 駅からの徒歩では、約1.3km・約20分。
- 北陸鉄道石川線押野駅から、徒歩約1.3km強・約20分。